# The Griffin's
The Griffin's is een Dominicaans sigarenmerk. The Griffin's-sigaren bestaan volledig uit Dominicaanse tabak, met een dekblad uit Connecticut. Ze smaken behoorlijk mild, wat niet wegneemt dat er een pittige bijsmaak kan optreden.
The Griffin's bestaat in zes formaten, wordt door Davidoff gedistribueerd en heeft een kenmerkend wit bandje met een griffioen. De sigaren zijn licht van kleur en hebben ook een panatela-variant.